# T Orionis
T Orionis är en vit underjätte och eruptiv variabel av UX Orionis-typ (UXOR) i stjärnbilden Orion. Den tillhör en grupp eruptiva variabler som uppvisar oregelbundna variationer inom en vid amplitud från knappt detekterbar till mer än 4 magnituder. De utgör en undergrupp till Herbig-Ae/Be-variablerna, där alla inte är Herbig Ae/Be-stjärnor; utan vissa är T Tauri-stjärnor av sena spektralklasser.
T Orionis varierar oregelbundet mellan visuell magnitud +9,5 och 12,6.